# يوان بابلو هيرنانديز
يوان بابلو هيرنانديز (بالإسبانية: Yoan Pablo Hernández)‏ مواليد 28 أكتوبر 1984 في كوبا، هو ملاكم محترف كوبي. حقق بطولة الاتحاد الدولي للملاكمة. شارك في دورة الألعاب الأولمبية الصيفية سنة 2004. حقق الميدالية الفضية في دورة الألعاب الأمريكية 2003.

## المسيرة الاحترافية
من نزالاته:
- انتصر على ألكسندر ألكسييف بالضربة الفنية القاضية (23-11-2013).
- انتصر على علي إسماعيلوف بالضربة القاضية (18-12-2010).
- خسر أمام واين بريثويت بالضربة الفنية القاضية (29-03-2008).

## إحصائيات
خاض خلال مسيرته 30 نزالا، فاز في 29 وخسر في 1. فاز بالضربة القاضية في 14 نزالا.

## الميداليات
| الميدالية | المسابقة                    |
| --------- | --------------------------- |
| فضية      | دورة الألعاب الأمريكية 2003 |

## روابط خارجية
- يوان بابلو هيرنانديز على موقع بوكس ريك (الإنجليزية) (registration required)
- يوان بابلو هيرنانديز على موقع أوليمبيديا (الإنجليزية)